# Spallation des rayons cosmiques
La spallation des rayons cosmiques est un mécanisme de nucléosynthèse où la grande énergie cinétique des rayons cosmiques (essentiellement des protons) brise des nucléides croisant leur trajectoire et en forme de nouveaux (généralement de masse atomique plus petite).
La présence des éléments légers tels que le lithium (dont un petit pourcentage s'est formé au cours de la nucléosynthèse primordiale), le béryllium et le bore, fut longtemps une énigme pour les astrophysiciens étant donné que la nucléosynthèse primordiale et les réactions nucléaires du cœur des étoiles sont plus propices à les détruire qu'à les synthétiser. 
L'énigme se résolut par la compréhension de la spallation dans le vide interstellaire, où des rayons cosmiques de haute énergie, percutant et brisant en nucléides plus petits des noyaux d'atomes de carbone, d'azote et d'oxygène, donnent ainsi naissance aux éléments Li, Be et B.
Exemple : formation du béryllium 10 (10Be) :
pRayon cosmique {\displaystyle +\ {}^{1}{}_{7}^{4}\mathrm {N\to {}^{1}{}_{4}^{0}Be\ +\ {}_{2}^{4}He\ +\ e^{+}\ +\ \nu _{e}} \ +} produits de spallation du rayon cosmique incident.
La spallation des rayons cosmiques est également responsable de la formation :
- dans l'atmosphère terrestre, de quelques isotopes tels que le béryllium 10.
- à la surface de la Terre, de quelques isotopes tels que l'aluminium 26 ou le carbone 14[1] par exemple.

Ce phénomène est exploité depuis la fin du XXe siècle en recherche scientifique pour, à partir des variations de proportion d'isotope constatées en béryllium 10 ou carbone 14, identifier, dater ou apparier différentes couches de stratigraphie terrestre ou glaciaire (par exemple à Sermilik (sud-est du Groenland)), ou encore lire les variations d'intensité de l'activité solaire ou du champ magnétique terrestre dans le temps.